# Cephalocassis borneensis
Cephalocassis borneensis är en fiskart som först beskrevs av Bleeker, 1851.  Cephalocassis borneensis ingår i släktet Cephalocassis och familjen Ariidae. Inga underarter finns listade i Catalogue of Life.